# TRPV1
TRPV1 (англ. Transient receptor potential cation channel subfamily V member 1) – білок, який кодується однойменним геном TRPV1, розташованим у людей на короткому плечі 17-ї хромосоми.  Довжина поліпептидного ланцюга білка становить 839 амінокислот, а молекулярна маса — 94 956 Da.
| 10         |  | 20         |  | 30         |  | 40         |  | 50         |
| ---------- |  | ---------- |  | ---------- |  | ---------- |  | ---------- |
| MKKWSSTDLG |  | AAADPLQKDT |  | CPDPLDGDPN |  | SRPPPAKPQL |  | STAKSRTRLF |
| GKGDSEEAFP |  | VDCPHEEGEL |  | DSCPTITVSP |  | VITIQRPGDG |  | PTGARLLSQD |
| SVAASTEKTL |  | RLYDRRSIFE |  | AVAQNNCQDL |  | ESLLLFLQKS |  | KKHLTDNEFK |
| DPETGKTCLL |  | KAMLNLHDGQ |  | NTTIPLLLEI |  | ARQTDSLKEL |  | VNASYTDSYY |
| KGQTALHIAI |  | ERRNMALVTL |  | LVENGADVQA |  | AAHGDFFKKT |  | KGRPGFYFGE |
| LPLSLAACTN |  | QLGIVKFLLQ |  | NSWQTADISA |  | RDSVGNTVLH |  | ALVEVADNTA |
| DNTKFVTSMY |  | NEILMLGAKL |  | HPTLKLEELT |  | NKKGMTPLAL |  | AAGTGKIGVL |
| AYILQREIQE |  | PECRHLSRKF |  | TEWAYGPVHS |  | SLYDLSCIDT |  | CEKNSVLEVI |
| AYSSSETPNR |  | HDMLLVEPLN |  | RLLQDKWDRF |  | VKRIFYFNFL |  | VYCLYMIIFT |
| MAAYYRPVDG |  | LPPFKMEKTG |  | DYFRVTGEIL |  | SVLGGVYFFF |  | RGIQYFLQRR |
| PSMKTLFVDS |  | YSEMLFFLQS |  | LFMLATVVLY |  | FSHLKEYVAS |  | MVFSLALGWT |
| NMLYYTRGFQ |  | QMGIYAVMIE |  | KMILRDLCRF |  | MFVYIVFLFG |  | FSTAVVTLIE |
| DGKNDSLPSE |  | STSHRWRGPA |  | CRPPDSSYNS |  | LYSTCLELFK |  | FTIGMGDLEF |
| TENYDFKAVF |  | IILLLAYVIL |  | TYILLLNMLI |  | ALMGETVNKI |  | AQESKNIWKL |
| QRAITILDTE |  | KSFLKCMRKA |  | FRSGKLLQVG |  | YTPDGKDDYR |  | WCFRVDEVNW |
| TTWNTNVGII |  | NEDPGNCEGV |  | KRTLSFSLRS |  | SRVSGRHWKN |  | FALVPLLREA |
| SARDRQSAQP |  | EEVYLRQFSG |  | SLKPEDAEVF |  | KSPAASGEK  |  |            |

A: Аланін

C: Цистеїн

D: Аспарагінова кислота

E: Глутамінова кислота

F: Фенілаланін

G: Гліцин

H: Гістидин

I: Ізолейцин

K: Лізин

L: Лейцин

M: Метіонін

N: Аспарагін

P: Пролін

Q: Глутамін

R: Аргінін

S: Серин

T: Треонін

V: Валін

W: Триптофан

TRPV1 - це неселективний катіонний канал та належить до іонних каналів,  який активується: 
- протонами,
- ванілоїдними сполуками(інші мови) -  капсаїцином (CAP),
- резініфератоксином (RTX),
- ліпідами, що надходять з мембран, включаючи анандамід [6].

Капсаїцин є найбільш потужним і специфічним відомим агоністом TRPV1.

## Функції білка TRPV1
TRPV1 задіяний у таких біологічних процесах як транспорт іонів, транспорт, транспорт кальцію. 
Білок має сайт для зв'язування з АТФ, нуклеотидами, молекулою кальмодуліну, іонами металів, іоном кальцію. 
Цей рецептор також активується підвищенням температури в шкідливому діапазоні, тож можливо, що він функціонує як перетворювач болючих теплових подразників in vivo.
Локалізований у клітинній мембрані, мембрані, клітинних контактах, клітинних відростках, синапсах.

## Експресія генаTRPV1
Цей ген має 10 транскриптів (сплайс  варіантів), 197 ортологів та 5 паралогів. 
Експресія TRPV1, в ЦНС, має важливе значення для потенційних побічних ефектів агоністів і антагоністів TRPV1, що розробляються для лікування хронічного болю.
Cavanaugh et al. (2011) досліджували експресію TRPV1, використовуючи метод генного націлювання для модифікації генетичного локусу TRPV1. Була продемонстрована стійка експресія TRPV1 у первинних аферентних нейронах та виявлена у підмножині клітин гладких м’язів в тканинах, що виконують функцію терморегуляції.

## Розлади, що пов'язані зTRPV1
- Соматоформний розлад(інші мови)

Соматоформний розлад пов’язаний із тривогою та обсесивно-компульсивним розладом і має такі симптоми, як судоми, задишка та запаморочення. Важливим геном, асоційованим із соматоформним розладом, є TRPV1.
- Синдром "палаючого рота"[en]

Синдром печіння рота, також відомий як стоматодинія, пов’язаний з глоситом та хворобою Graft-versus-host disease , і має симптоми, включаючи пероральні прояви. Важливим геном, пов’язаним із синдромом, є TRPV1. 